# Ґнушин
Ґнушин (пол. Gnuszyn) — село в Польщі, у гміні Хжипсько-Велике Мендзиходського повіту Великопольського воєводства.
Населення — 205 осіб (2011).
У 1975-1998 роках село належало до Познанського воєводства.

## Демографія
Демографічна структура станом на 31 березня 2011 року:
|          | Загалом | Допрацездатний вік | Працездатний вік | Постпрацездатний вік |
| -------- | ------- | ------------------ | ---------------- | -------------------- |
| Чоловіки | 105     | 21                 | 75               | 9                    |
| Жінки    | 100     | 17                 | 67               | 16                   |
| Разом    | 205     | 38                 | 142              | 25                   |